# Aeroportul Santana do Livramento
Aeroportul Santana do Livramento (IATA: LVB, ICAO: SSDM) este un aeroport din Ituberá, Bahia, Brazilia ce deservește zona Santana do Livramento.
Situat la o altitudine de 5 m, aeroportul dispune de 2 piste.

## Infrastructură

### Piste
Aeroportul dispune de 2 piste. Pista 04/22 are suprafața de pietriș și dimensiunile 790 m × 18 m. Pista 04/22 are suprafața de pietriș și dimensiunile 790 m × 18 m. 